# Echenais trinitatis
Echenais trinitatis är en fjärilsart som beskrevs av Percy I. Lathy 1932. Echenais trinitatis ingår i släktet Echenais och familjen Riodinidae. Inga underarter finns listade i Catalogue of Life.